# Nemes Lipót
Nemes Lipót, Neu (Körmend, 1886. október 16. – Budapest, Józsefváros, 1960. november 23.) magyar pedagógus. 

## Élete
Neu Herman és Kohn Julianna fiaként egy kilencgyermekes családba született. 1906-ban Csurgón szerzett tanári oklevelet. 1910-től a budapesti Angyalföldön tanított, majd polgári iskolai tanár lett. 1911-ben bekapcsolódott a Nagy László vezette Magyar Gyermektanulmányi Társaság munkájába, amelynek – radikális gondolkodásának és haladó pedagógiai felfogásának eredményeként – 1912-ben a titkára lett. A Tanácsköztársaság idején az Iskolai Gyermekvédelmi Központ vezetésével bízták meg. 1920 után pedagógiai tevékenységének felhagyására kényszerült, de folytatta gyermekvédelmi irodalmi munkásságát. 1921-ben részt vett a Helsinkiben rendezett finn pedagógiai kongresszuson. 1925-ben megbízták a Fővárosi Lélektani Laboratórium vezetésével és hét évvel később Koppenhágában a nemzetközi lélektani kongresszus egyik előadója volt. Munkatársa volt a Gyermek című folyóiratnak. 1945 után a Fővárosi Gyermek- és Ifjúságvédelmi Központ megszervezésén munkálkodott, majd általános iskolában tanított.
Felesége Salgó Gizella (1889–1964) volt, akit 1943-ban Budapesten vett nőül.
A Kozma utcai izraelita temetőben nyugszik.

## Főbb művei
- A kültelki gyermekek élete és jövője. Budapest VI. kerületi Angyalföldön gyűjtött adatok alapján (Nagy László előszavával, Budapest, 1913)
- Pedagógiai és gyermektanulmányi szempontok gyermekvédelmi rendszerünkben (Budapest, 1914)
- Beszámoló a Magyarországi Gyermektanulmányi Társaság 10. egyesületi évéről (Balla Károllyal, Budapest, 1916)
- A gyermekmentés útjai. A 2. országos gyermektanulmányi tanácskozás és hozzászólásai alapján (Budapest, 1918)
- Gróf Teleki Sándor a népoktatási reformok, a szociálpedagógia, a népművelés úttörő harcosa (Budapest, 1934)
- A bűnöző társadalom kialakulása. Angyalföldi adatgyűjtések, megfigyelések és tanulmányok alapján (Budapest, 1935)